# Prlekija

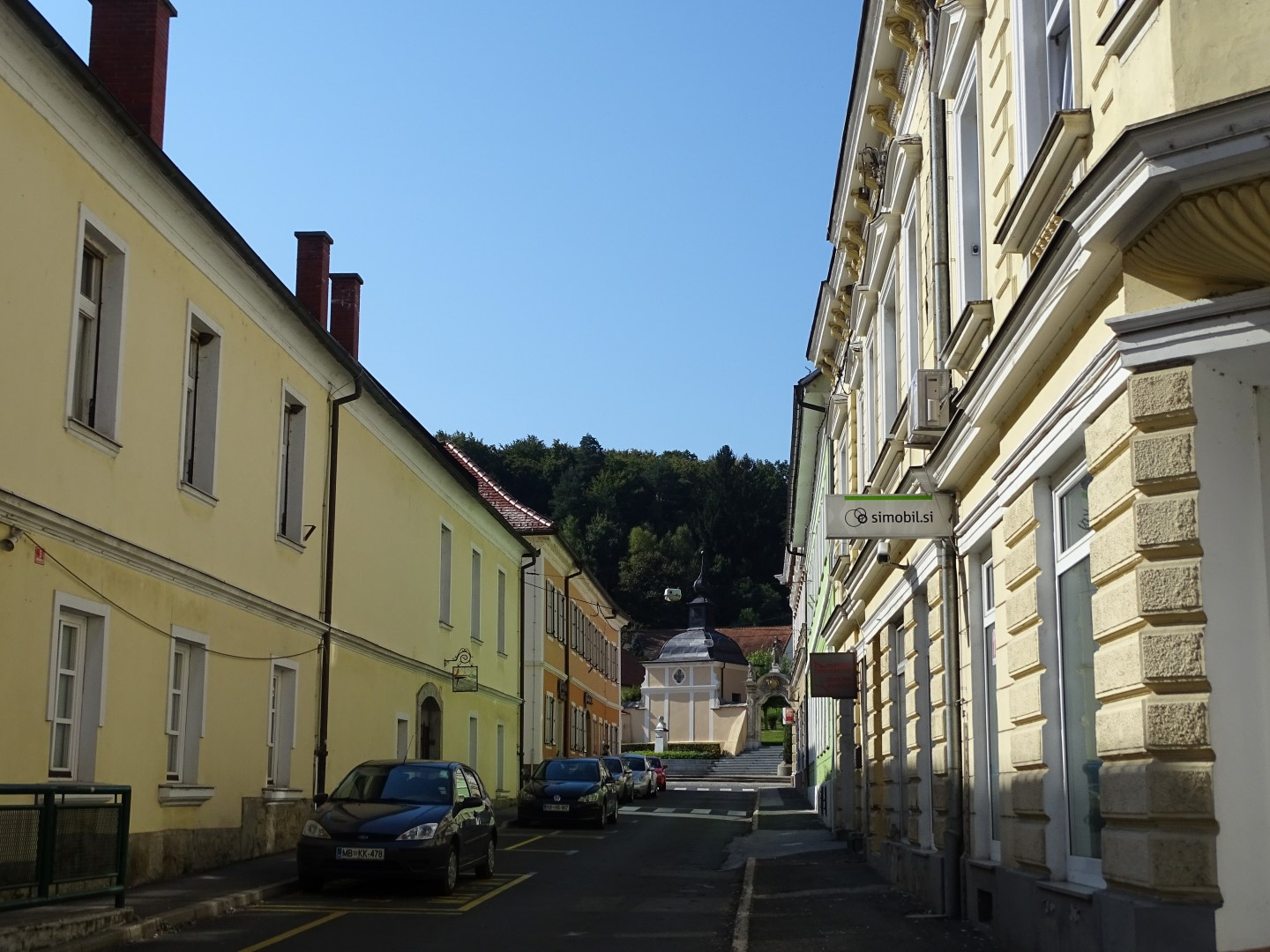
Ljutomer (helyi nyelvjárásban Lotmerk) utcájának részlete.

A Prlekija Szlovénia keleti tájegysége, amely az egykor a történelmi Magyarországhoz tartozó Muravidék közvetlen szomszédja. Az első világháború előtt Ausztria Stájerország nevű tartományának délkeleti részét alkotta.

## Behatárolása
A Muravidéktől a Mura folyó választja el. Északról az osztrák, délről a horvát (muraközi) határ határolja. Nyugati határai bizonytalanok. Nyugat felől szomszédja a Slovenske gorice nevű tájegység, amelytől földrajzilag nem különül el jelentősen, nincs semmilyen természetes határ (magasabb hegység, folyó, patak), s a vélt határon elhelyezkedő települések szinte összemosódnak, ami a falvak nyelvjárását, szokásait, egyházközségi hovatartozását illeti. Maga a Gorice egy keskeny sávot jelent a Prlekija és a Pohorje hegység lábánál fekvő Maribor között (utóbbi már alpesi régiónak minősül), de sokan nem is tartják különálló tájegységnek a két vidéket, sőt a Prlekiját a Slovenske gorice keleti altájegységének vélik.

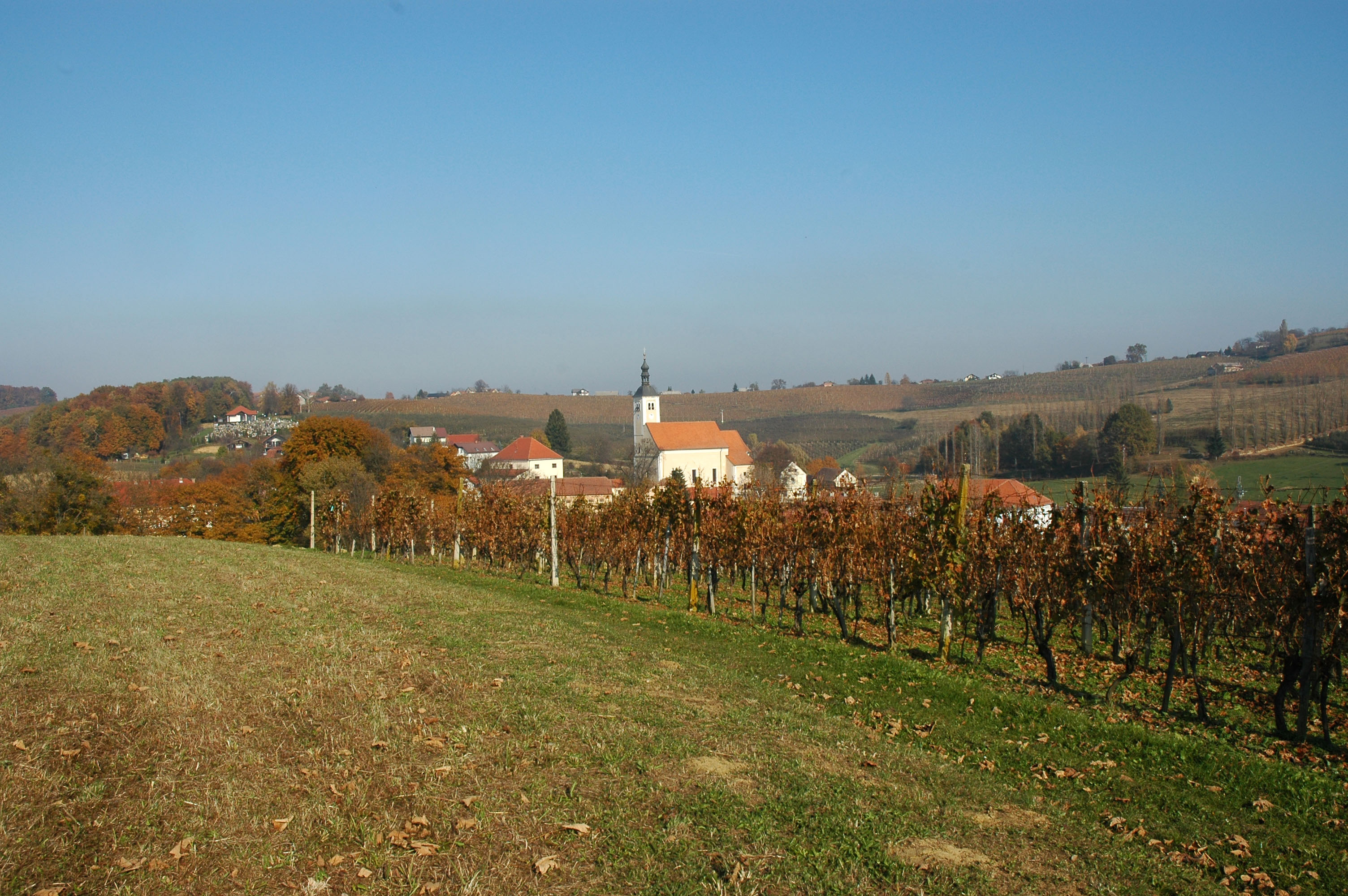
Miklavž faluja Ormosd mellett.

Három fő települése van. Az egyik Ljutomer, amelyet szokás a Prlekija fővárosának nevezni. Ez a város a vidék középső felén helyezkedik el. Északon, közvetlenül a mai szlovén-osztrák határon áll Felsőregede (Gornja Radgona), amelynek szoros kapcsolatai voltak a történelmi Magyarországgal. Délen, egészen közel a horvát határhoz fekszik Ormosd, ennek környékét újabban a térképek a Drávamező (Dravsko polje) tájegységként tüntetik fel. Az első világháború után Szlovéniához csatoltak néhány muraközi települést: Ráckanizsát (Ražkrižje), Koprivát, Murafüredet (Gibina), Ligetfalvát (Šafarsko), Šprincet és Végfalvát (Veščica). Ezeket a településeket ma szintén a Prlekijához sorolják.

## Nevének eredete
Úgy vélik, hogy a Prlekija név a prle (első, először) névmásból ered. A helyi nyelvjárás és a szomszédos vend nyelv, illetve muraközi kaj nyelvjárás is így ejti. A hiedelem szerint a Prlekija a Muravidék, vagyis a történelmi Vendvidék elővidéke, bár évszázadokig két különböző országhoz tartoztak.

## Néprajzi sajátosságai, hagyományai

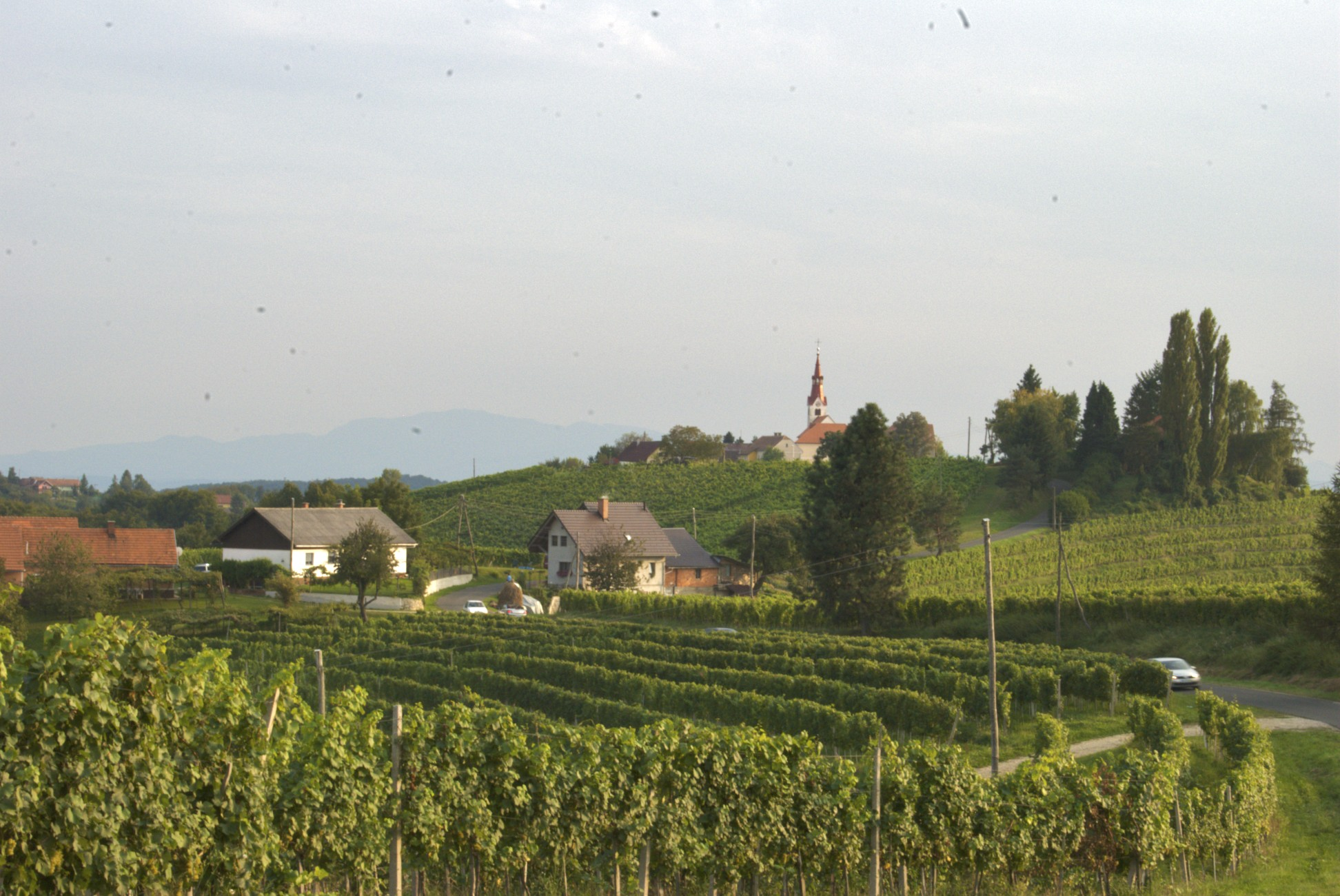
Jeruzalem látképe.

A nagyobb települések környékén (Ormosd, Ljutomer, Regede) és a Jeruzalem nevű faluban jelentős és nagymúltú a bortermelés. A térségben előállítanak egy kedvelt habzóbort, a peninát.
Akárcsak a Muravidéken, vagy a magyarországi Őrségben itt is a gasztronómia elemi része a gomba, a hajdina és a sertéshús. Utóbbiból készül a tünka nevű vékonyra szeletelt szalonna.
A szőlőhegyeken és gyümölcsösökben jellemző szerkezet a klopotec, egy kattogó szélkerék, amelyet a seregélyek ijesztésére építenek. A klopotecok az utóbbi évtizedekben már a Muravidéken is elterjedtek. Bizonyos helyeken klopotecokat állítanak fel Szent Lőrinc napján (aug. 10.), avagy Nagyboldogasszony napján (aug. 15.).

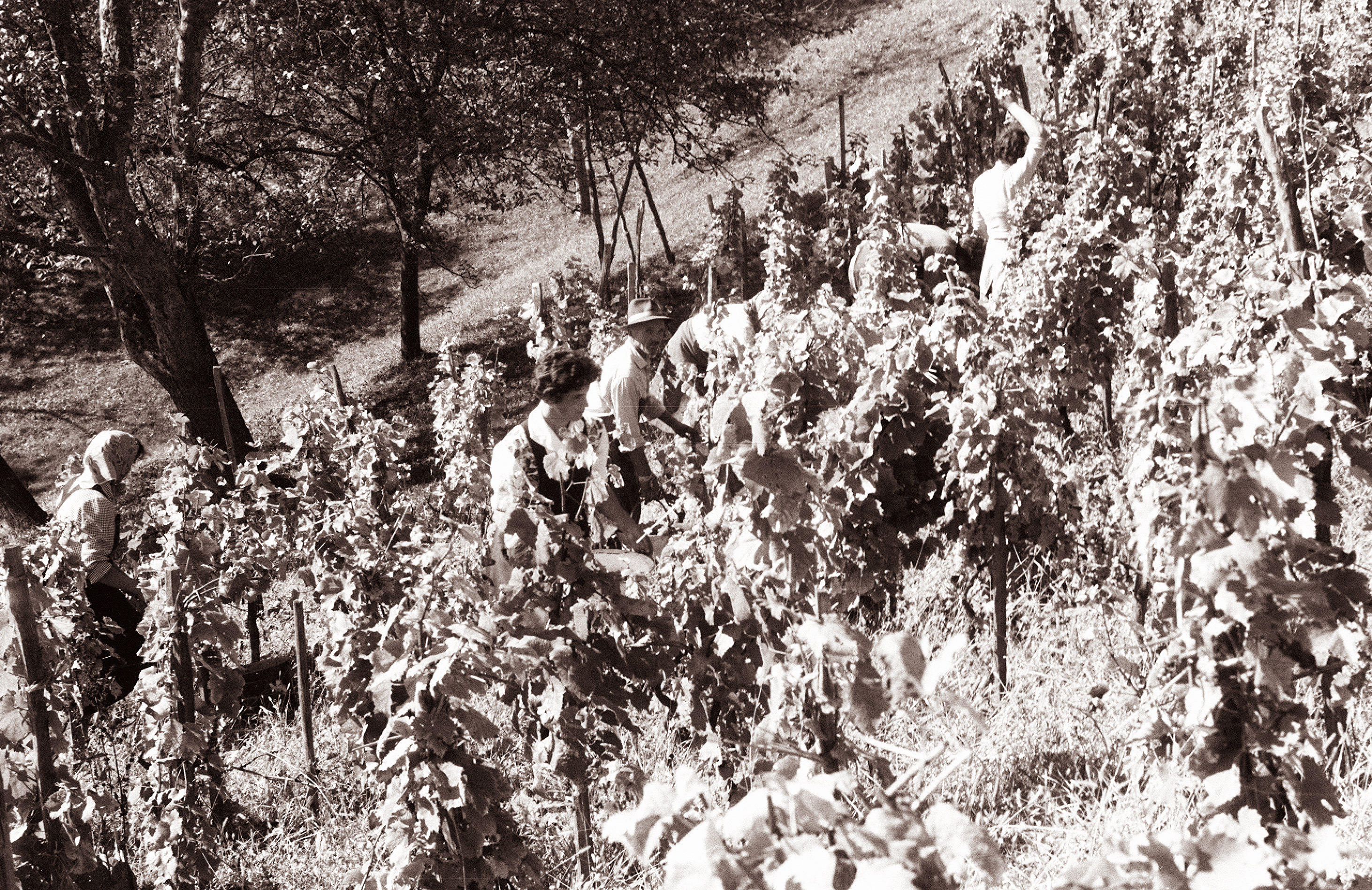
Prlekijai vincellérek dolgoznak a szőlőben (1961).

A vidék tipikus pannon terület, akárcsak a Slovenske gorice és a Muravidék. Ezek hárman alkotják az ún. Pannon Szlovéniát (Panonska Slovenija). A Prlekija és a Gorice táji és nyelvjárási jellegzetességei viszont már erős átmenetiséget mutatnak az alpesi Szlovénia (Alpska Slovenija) irányába, ahol a fő szlovén városok (Ljubljana, Maribor, Kranj) helyezkednek el.

## Gazdasága
A Prlekija évszázadok óta hagyományosan agrárvidék, de itt sem túlzottan jó minőségű a föld, akárcsak a Muravidéken. Elterjedtek voltak a kézművesmesterségek, a Murán halászat is folyt és révek közlekedtek Magyarország felé. A városok már a múltban is sokat kereskedtek a magyar területekkel, bár a széles és erős folyású Mura folyó miatt sokkal egyszerűbb volt a Muraköz felé közlekedni. Jobb átkelési lehetőség jóformán csak Regede felől, Szécsénykút (ma Petanjci) és Csendlak (ma Tišina) irányába volt adott. 1922-ben építettek először hidat a Murán, de a révek még azt követően is sokáig üzemeltek, mivel a Muravidék nem sokat fejlődött, sőt jelentősen elmaradt más szlovén régióktól.

## Nyelvjárása
A prlekijai nyelvjárás sok azonosságot mutat a vend nyelvvel, de számos sajátossága érzékelhetően elkülöníti tőle. A prlekijai nyelvjárásban ejtenek ü hangokat, de nem tudják leképezni a vendre jellemző ö-t. Néhány, a muravidéki nyelvben is előforduló magyar jövevényszót is tartalmaz, mint pl. vandrati (vándorolni, elköltözni), hasnüvati, hasnti (felhasználni valamit, használni valakinek/valaminek), stb. de dominánsabbak a német jövevényszavak.
A prlekijai nyelvjárás monoftongizáló, szemben a Muravidéken a nyelv gazdag a kettőshangzókban.

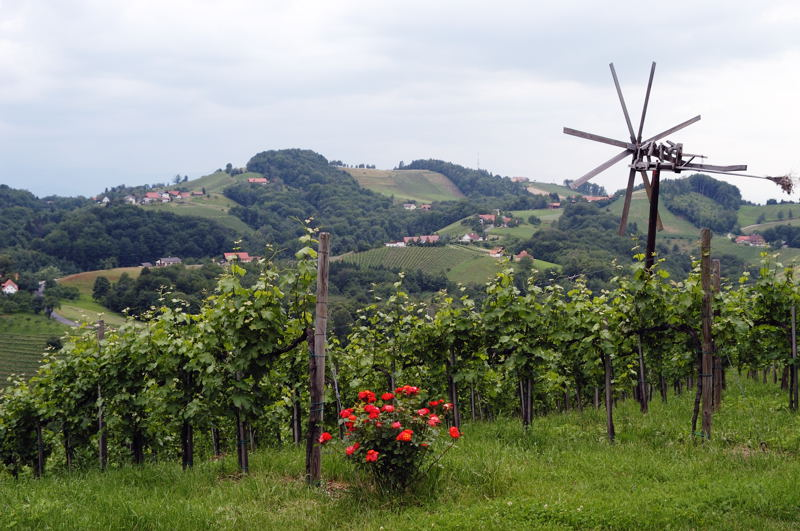
Klopotec egy szőlőhegyen (gorice).

A prlekijai nyelvjárást a vend (muravidéki) nyelvvel együtt az újkori nyelvtudomány az ún. kelet-szlovén, vagy pannonszlovén nyelv alá sorolja, bár az országhatárok nyilvánvalóan sok évszázadig elválasztották őket. Míg Magyarországon a nyelv erőteljes magyar, német és horvát hatások alatt állt, addig a Prlekijában kizárólag a német hatás érvényesült, minimálisan a horvát nyelvé is, de a térség sokkal inkább orientálódott a ljubljanai központú közép-szlovén nyelv felé, amely a mai hivatalos szlovén nyelv alapja.
Peter Dajnko, aki a vidék szülöttje, részben a prlekijai nyelvjárásból kiindulva fejlesztett ki irodalmi nyelvet, amely a vend nyelv változatának tekinthető. Dajnko jelentős alkotásokat közölt, de irodalmi tevékenységétől az 1830-as években eltiltották, ezért az irodalom a Prlekijában nem fejlődhetett. Bár ma is vannak nyelvjárási szerzők, de a gyökerek itt nem olyan mélyek, mint a Muravidéken, ahol a regionális irodalmi nyelv a második világháború végéig fennmaradt.

## Külső hivatkozások
- Prlekija hivatalos weboldala